# Reda (stacja kolejowa)

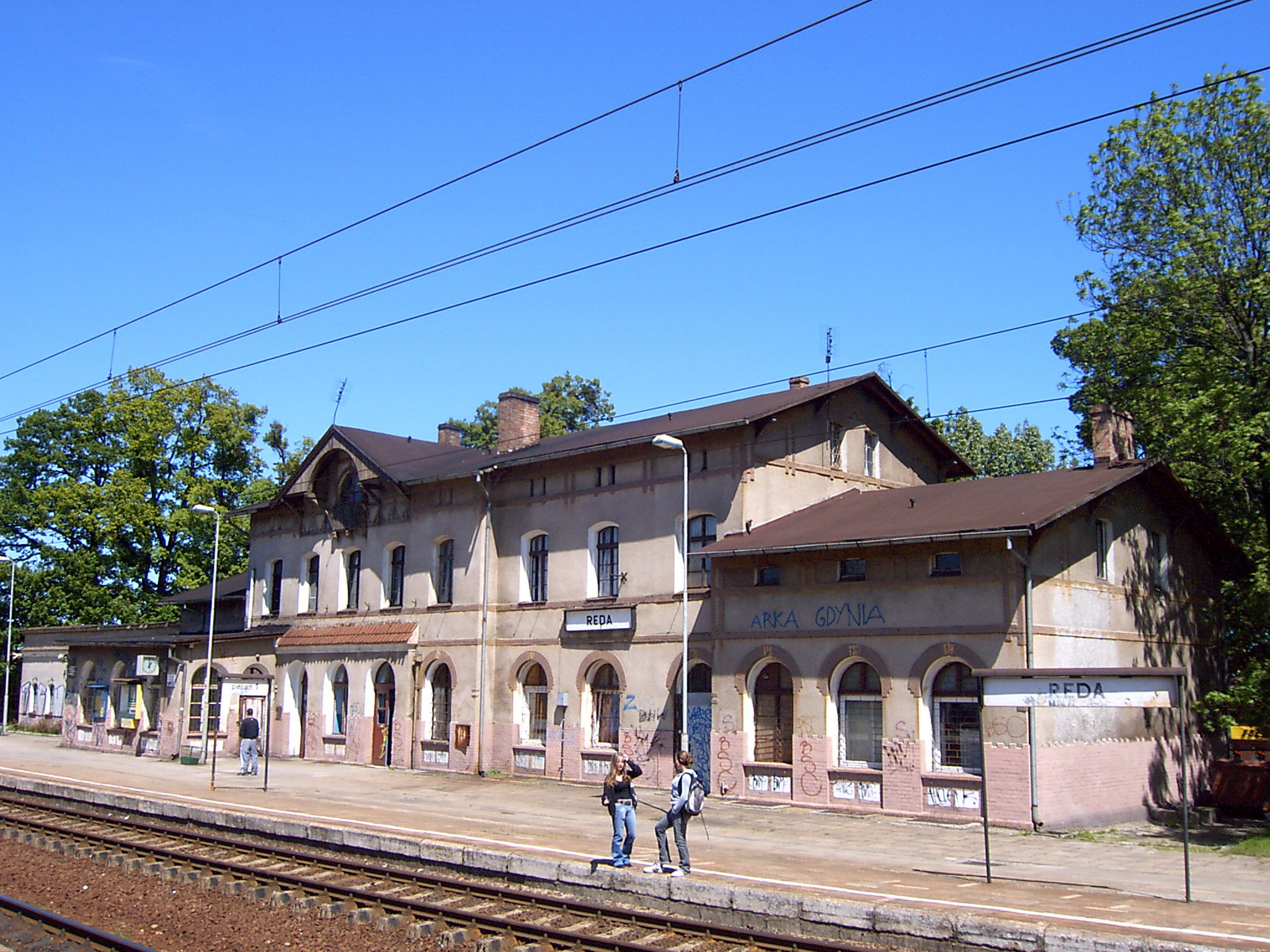
Budynek dworca przed remontem elewacji

Reda – węzłowa stacja kolejowa w Redzie, leżąca na linii Gdańsk Główny – Stargard.
Obsługuje połączenia trójmiejskiej SKM, a także międzymiastowe w obrębie północno-zachodniej części województwa pomorskiego oraz do Władysławowa i Helu.

## Położenie
Stacja znajduje się w Redzie (niewielki fragment znajduje się na terenie Rumi), w województwie pomorskim, w powiecie wejherowskim. Jej większa część przebiega między ciągami ulic Gdańskiej i Leśnej. Odległość taryfowa do stacji Gdynia Główna wynosi 14 km, a do Gdańska Głównego 35 km.

## Historia
Stację kolejową w Redzie zaplanowano w ramach budowy kolei żelaznej na trasie Koszalin – Gdańsk, zwanej pomorską, z połączeniem do Szczecina i Berlina oraz Królewca. Inwestorem poprowadzenia ciągu transportowego było Towarzystwo Kolejowe Berlin – Szczecin, którego akcjonariusze, zachęceni przez samorządy, podjęli stosowną decyzję. Było to olbrzymie przedsięwzięcie, angażujące ogromne kapitały i zespoły ludzi. Samorządy powiatowe i gminne z reguły bardzo mocno zaangażowały się w realizację tego projektu. Sejmik wejherowski przystąpił doń już w 1865 r., a rok później podjął uchwałę o bezpłatnym przekazaniu gruntów na rzecz kolei. W praktyce oznaczało to zobowiązanie powiatu do wykupu działek z rąk prywatnych. Właściciele przejętych pod kolej działek ziemi z Redy i okolicy, w tym parafia w Redzie, otrzymali dzięki tej budowie niespodziewany przypływ gotówki. Spore znaczenie ułatwiające przygotowanie budowy miał fakt przynależności części potrzebnych gruntów do lasów państwowych, w tym związanego z Redą nadleśnictwa Piekiełko.
Dzięki kolei nastąpiło zbliżenie Redy do powiatowego Wejherowa i wojewódzkiego Gdańska (rejencyjno – prowincjonalnej stolicy). Stała się ona dla mieszkańców wsi oknem na wielki świat oraz otworzyła rynki zbytu, zaopatrzenia i zagłębia pracy. Pierwotnie zlokalizowano tu niewielki posterunek, którego podstawowym zadaniem było krzyżowanie pociągów oraz obsługa miejscowej ludności. Rozbudowa stacji nastąpiła wraz otwarciem linii kolejowej do Pucka w 1898 roku. Rozbudowano wówczas układ torowy, a w 1910 r. wybudowano istniejący do dziś budynek dworcowy. Na stacji powstały specjalne pomosty służące do załadunku torfu, gdyż w okolicy prowadzono wówczas jego wydobycie na dużą skalę. Reda stała się w tym czasie dużą stacją załadunkową materiału opałowego w starostwie puckim.
W XX – leciu międzywojennym Reda, będąc ważnym punktem tranzytowym, uczestniczyła w większych inwestycjach komunikacyjnych powiatu morskiego. Zwiększono wówczas liczbę połączeń kolejowych, łączących Redę z Gdynią (i dalej z Polską oraz Gdańskiem), a także z Puckiem i Wejherowem.
Po II wojnie światowej rozwój powiązań komunikacyjnych był ważnym czynnikiem miastotwórczym. Pod koniec 1949 roku zakończono budowę drugiego toru z Chyloni do Redy, a w 1957 pociągnięto drugi tor wraz z siecią trakcyjną z Redy do Wejherowa. Uruchomienie dogodnych połączeń spowodowało wówczas gwałtowny rozwój miejscowości i ściśle powiązało ją (a także Rumię i Wejherowo) z aglomeracją trójmiejską. W 1961 roku, na 4769 mieszkańców, do pracy w Gdyni i Gdańsku dojeżdżało ponad 700. W październiku 1969 nastąpiła zmiana napięcia w sieci trakcyjnej – z 800 V na 3 kV.

## Linie kolejowe
Na stacji zbiegają się dwie linie kolejowe – nr 202 oraz nr 213.
| Lp. | Linia kolejowa               | Kategoria linii | Liczba torów szlakowych | Elektryfikacja | Prześwit toru        |
| --- | ---------------------------- | --------------- | ----------------------- | -------------- | -------------------- |
| 1.  | 202 Gdańsk Główny – Stargard | pierwszorzędna  | 2                       | TAK            | Standardowy (1435mm) |
| 2.  | 213 Reda – Hel               | drugorzędna     | 1                       | NIE            | Standardowy (1435mm) |

Większym znaczeniem wyróżnia się linia kolejowa nr 202 (zwana również Magistralą Nadbałtycką), wykorzystywana intensywnie w ruchu pasażerskim oraz w ruchu towarowym. Stanowi ona trzon zarówno pasażerskich, jak i towarowych przewozów kolejowych w Trójmieście (na odcinku Gdańsk Śródmieście – Rumia, uzupełniona linią nr 250 zarządzaną przez PKP SKM w Trójmieście). Linia ta jest zelektryfikowana oraz – z powodu braku wydzielonych torów dla ruchu aglomeracyjnego – bardzo obciążona ruchem pociągów SKM na odcinku Rumia – Wejherowo.
Linia kolejowa nr 213, mająca swój punkt początkowy w Redzie, łączy aglomerację trójmiejską ze znanymi miastami nadmorskimi – Puckiem, Władysławowem, Jastarnią, Helem oraz wszystkimi kurortami położonymi na terenie Półwyspu Helskiego. Z tego powodu jej znaczenie wzrasta w czasie sezonu letniego, kiedy jej możliwości przepustowe są całkowicie wykorzystywane. Pociągi pospieszne i ekspresowe, które ze względu na brak elektryfikacji prowadzone są lokomotywami spalinowymi, kursują tą linią wyłącznie w sezonie wakacyjnym. Linia na całej długości jest jednotorowa i niezelektryfikowana, przez co prowadzenie na niej ruchu w letnim szczycie przewozowym jest znacznie utrudnione (konieczność mijania pociągów na stacjach, a w konsekwencji ich wydłużony czas przejazdu oraz napięty rozkład jazdy). Ruch towarowy ma marginalne znaczenie.

## Ruch kolejowy

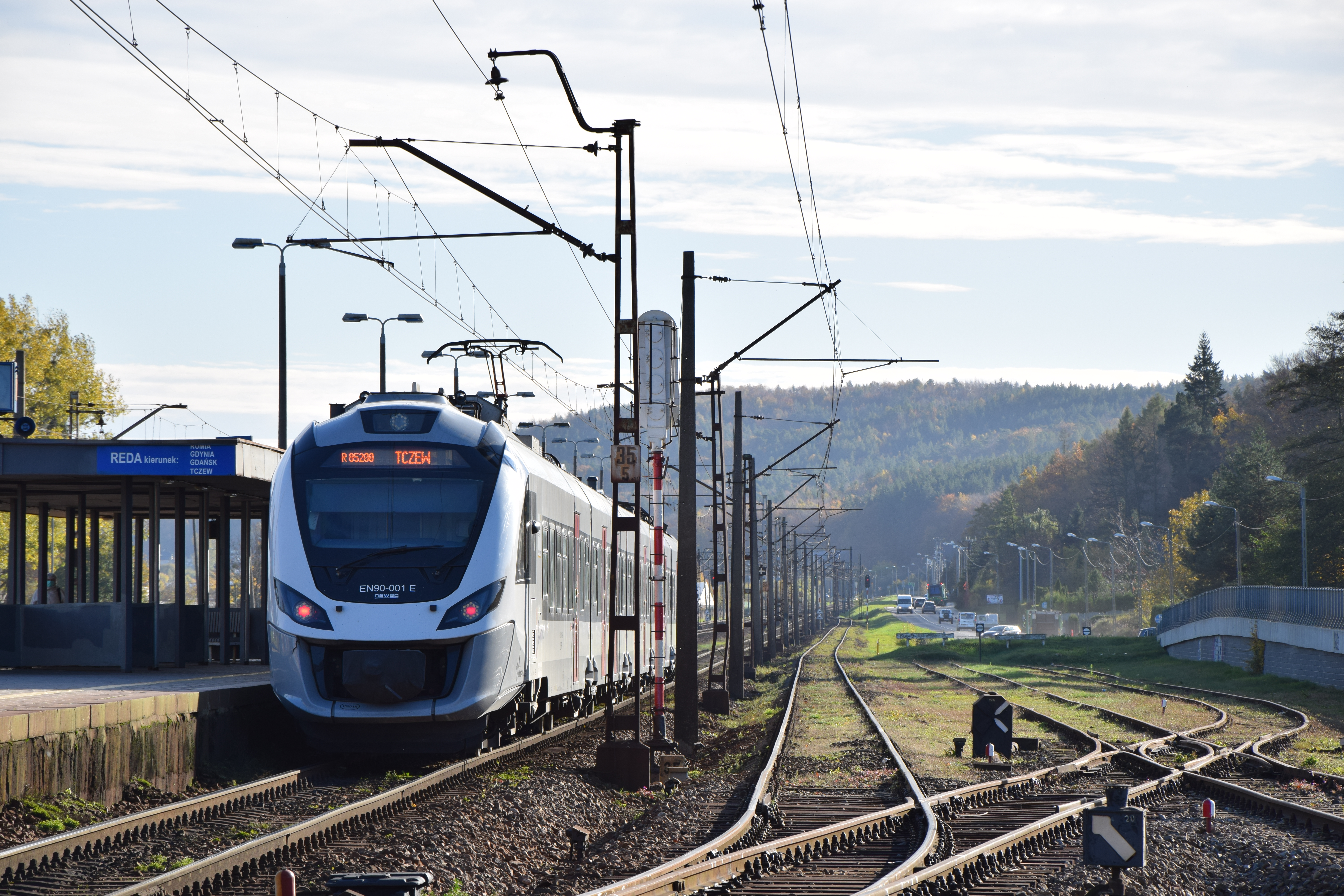
Pociąg przewoźnika POLREGIO przy peronie II

Stacja Reda jest obsługiwana przez PKP SKM w Trójmieście oraz POLREGIO. Połączenia mają znaczenie aglomeracyjne oraz regionalne. Najbardziej odległe relacje sięgają stacji takich jak Słupsk, Bydgoszcz Główna czy Elbląg. Przez stację przejeżdżają pociągi dalekobieżne m.in. przewoźnika PKP Intercity, jednak postój handlowy na stacji nie jest uwzględniony w rozkładzie jazdy. W dni robocze stacja obsługuje około 175 pociągów. W godzinach szczytu pociągi aglomeracyjne SKM kursują co około 10 minut.
| Przewoźnik            | Trasa (linia komunikacyjna)                | Uwagi |
| --------------------- | ------------------------------------------ | --- |
| PKP SKM w Trójmieście | Reda – Gdańsk Śródmieście (S2)             | 3 połączenia dziennie                                                                                             |
| PKP SKM w Trójmieście | Wejherowo – Reda – Gdynia Główna (S2)      | Skrócony wariant linii S2 – do Gdyni.                                                                             |
| PKP SKM w Trójmieście | Wejherowo – Reda – Gdańsk Wrzeszcz (S2)    | Pociągi kończą kursy na stacji Gdańsk Wrzeszcz z powodu prac torowych na odcinku Gdańsk Wrzeszcz – Gdańsk Główny. |
| PKP SKM w Trójmieście | Wejherowo – Reda – Gdańsk Główny (S2)      | |
| PKP SKM w Trójmieście | Wejherowo – Reda – Gdańsk Śródmieście (S2) | |
| PKP SKM w Trójmieście | Lębork – Reda – Gdańsk Wrzeszcz (S3)       | Pociągi kończą kursy na stacji Gdańsk Wrzeszcz z powodu prac torowych na odcinku Gdańsk Wrzeszcz – Gdańsk Główny. |
| PKP SKM w Trójmieście | Lębork – Reda – Gdańsk Śródmieście (S3)    | |
| POLREGIO              | Władysławowo – Reda – Gdynia Główna        | |
| POLREGIO              | Hel – Reda – Gdynia Główna                 | |
| POLREGIO              | Słupsk – Reda – Gdynia Główna              | |
| POLREGIO              | Słupsk – Reda – Tczew                      | |
| POLREGIO              | Słupsk – Reda – Elbląg                     | |
| POLREGIO              | Słupsk – Reda – Bydgoszcz Główna           | |
| POLREGIO              | Łeba – Reda – Gdynia Główna                | |
| POLREGIO              | Ustka Uroczysko – Reda – Gdynia Główna     | Tylko w sezonie letnim.                                                                                           |
| POLREGIO              | Ustka Uroczysko – Reda – Elbląg            | Tylko w sezonie letnim.                                                                                           |
| POLREGIO              | Hel – Reda – Chojnice                      | Tylko w sezonie letnim.                                                                                           |

## Infrastruktura

### Dworzec i dojścia
Na stacji znajduje się budynek dworcowy, jednak nie pełni on już swojej pierwotnej roli. Znajduje się tam Niepubliczny Zakład Opieki Zdrowotnej nr 2; brak jakiejkolwiek infrastruktury obsługi pasażerów. Obiekt został wyremontowany 2015 roku. Prace objęły m.in. wówczas remont elewacji, rozbiórkę parterowej przybudówki, przebudowę schodów zewnętrznych i montaż podnośnika pionowego dla osób niepełnosprawnych. Kasa biletowa jest obecnie zlokalizowana w niskim baraku przy wejściu na peron I, od strony podjazdu dworcowego.
Głównym pieszym ciągiem komunikacyjnym w obrębie stacji jest przejście podziemne, które zapewnia bezpieczne dojście na perony oraz do ulic Leśnej i Gdańskiej. Nie jest jednak ono dostosowane na całej długości do potrzeb osób niepełnosprawnych ruchowo – windy zostały zainstalowane jedynie przy zejściach w sąsiedztwie ulicy Gdańskiej. W związku z tym pasażerowie o ograniczonej mobilności (w tym również osoby starsze oraz rodzice z dziećmi na wózkach) mają utrudniony dostęp na perony i, co za tym idzie, mniej chętnie wybiorą kolejowy transport zbiorowy.

### Perony
Stacja posiada 3 perony.

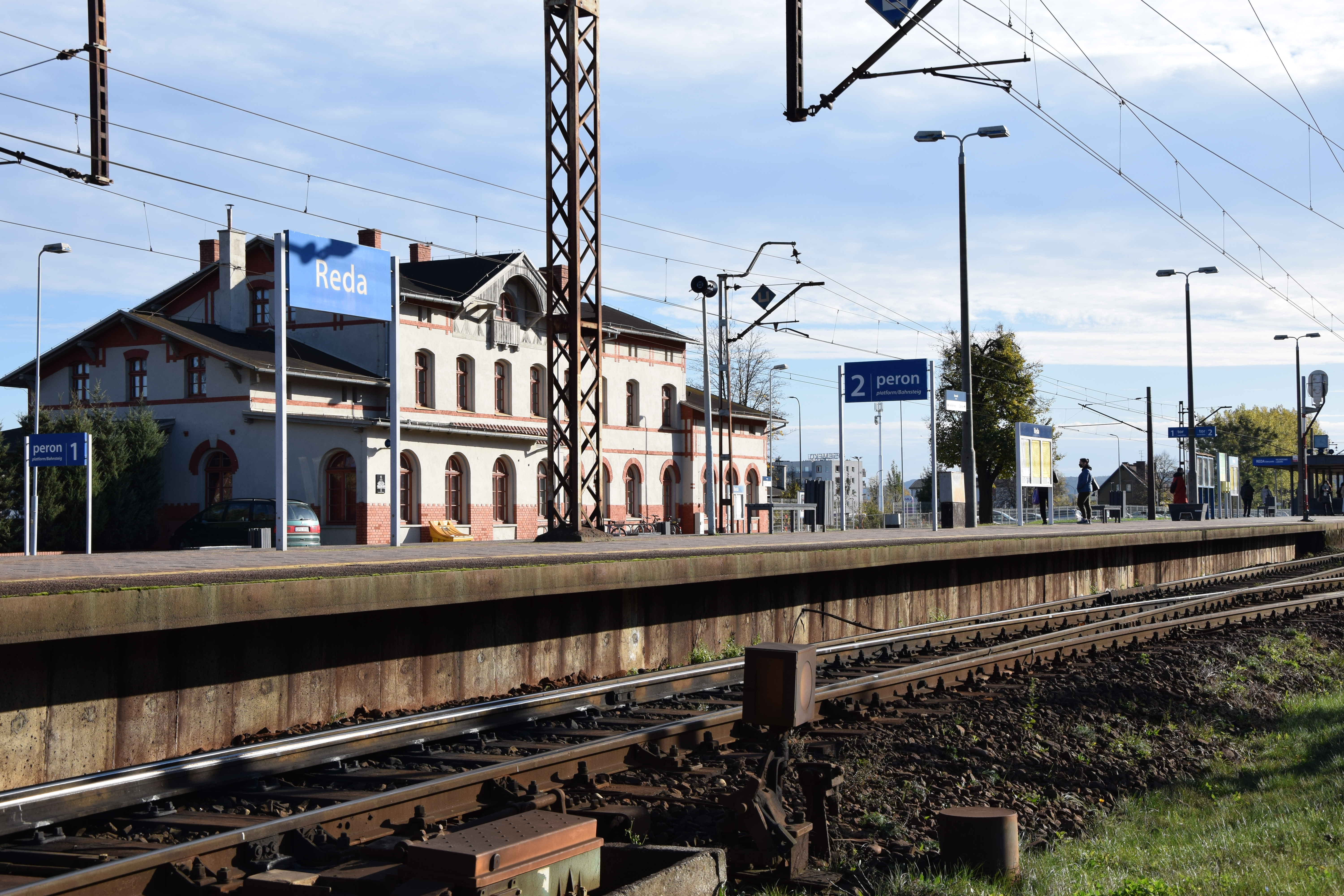
Peron 2., w tle peron 1. i budynek dworca

Peron 1 przylega do budynku dworca. Obsługuje przede wszystkim pociągi POLREGIO w kierunku Władysławowa/Helu oraz SKM kończące i rozpoczynające bieg na stacji (Gdańsk Śródmieście – Reda i z powrotem).
Peron 2 jest peronem wyspowym i odgrywa największą rolę w procesie obsługi podróżnych na terenie stacji. Zatrzymuje się przy nim większość pociągów.
Peron 1a stanowi przedłużenie peronu 1 i jest zakończony kozłem oporowym. W aktualnym rozkładzie jazdy nie jest uwzględniony przy nim żaden postój pociągu, chociaż do końca lat 90. obsługiwał pociągi z/do Helu. Reda była wówczas stacją zwrotną biegu tych pociągów (obecnie jest nią przede wszystkim stacja Gdynia Główna).
| Peron | Przylegające tory | Długość użyteczna | Wysokość |
| ----- | ----------------- | ----------------- | -------- |
| 1     | 3                 | 182 m             | 30 cm    |
| 2     | 1, 2              | 300 m             | 80 cm    |
| 1a    | 11                | b.d.              | 30 cm    |

### Infrastruktura techniczna

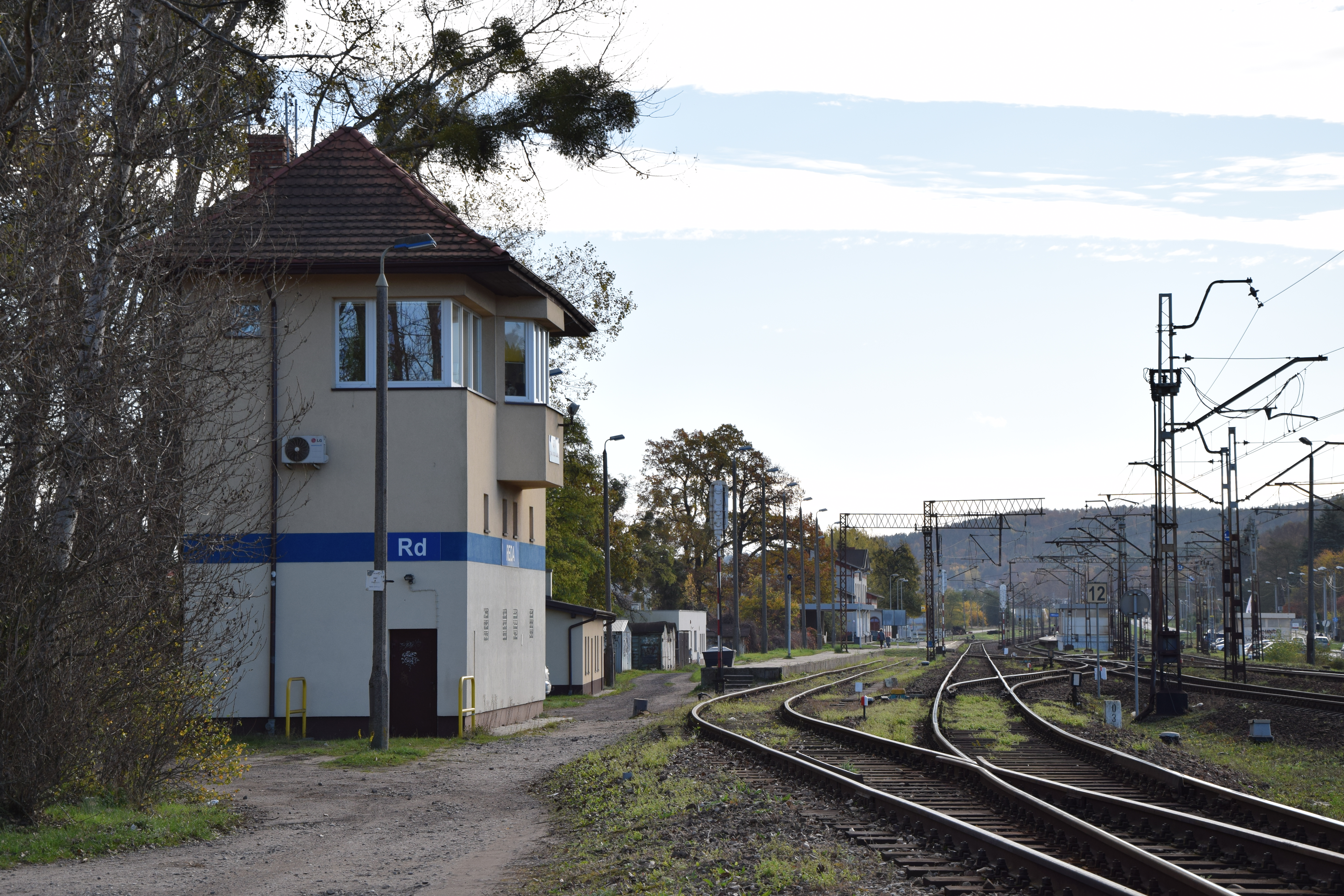
Nastawnia dysponująca „Rd”, w tle perony

Zarządcą infrastruktury technicznej stacji kolejowej w Redzie są PKP Polskie Linie Kolejowe S.A. Stacja znajduje się na obszarze działania Zakładu Linii Kolejowych w Gdyni Sekcji Eksploatacji Lębork. W obrębie posterunku znajduje się 5 torów głównych, z czego 4 znajdują się przy peronach. Ruchem na stacji steruje się obecnie z dwóch nastawni: dysponującej („Rd”), która posiada urządzenia elektryczne suwakowe oraz wykonawczej („Rd1”) z urządzeniami mechanicznymi scentralizowanymi.
Od stacji odgałęziają się dwie bocznice. Pierwsza z nich, zlokalizowana w okolicach południowej głowicy stacji, odgałęzia się od rozjazdu nr 7 w torze nr 3 i przebiega po terenie należącym do Nadleśnictwa Gdańsk. W 2017 r. wygasła umowa na korzystanie z obszaru przez firmę prowadzącą składowisko węgla. W 2019 r. sąd wydał wyrok nakazujący przekazanie działki prawowitemu właścicielowi. W konsekwencji bocznica nie jest obecnie eksploatowana. Druga z bocznic prowadziła niegdyś do zakładów produkcji prefabrykatów z betonu komórkowego. Obecnie kończy się ona kozłem oporowym za przejazdem kolejowo-drogowym w ciągu ulicy Leśnej. Zarządca infrastruktury udostępnia również boczny tor ładunkowy – tor 9 o długości użytecznej 282 m. Znajduje się on przy oświetlonym placu o powierzchni ładunkowej 2500 m². Po torze obowiązuje zakaz kursowania lokomotyw typu ciężkiego oraz Co-Co (6-osiowych).
Do 2012 roku w obrębie stacji znajdował się przejazd kolejowo-drogowy kategorii „A” w ciągu ulicy Gniewowskiej. Został on zastąpiony przez zespół wiaduktów w nowym układzie komunikacyjnym.

## Otoczenie stacji

### Węzeł integracyjny

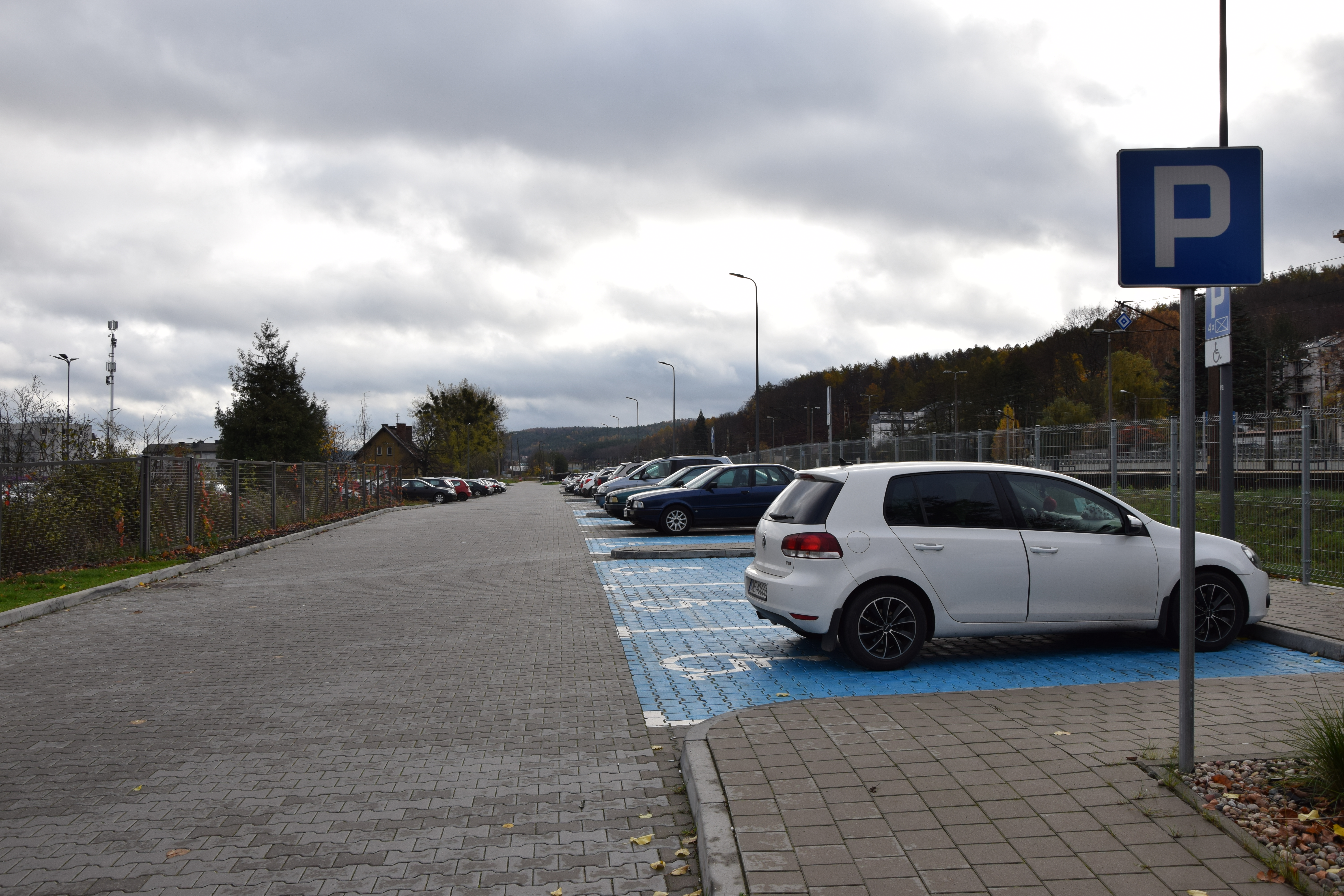
Nowy parking dla samochodów osobowych

9 stycznia 2020 roku nastąpiło otwarcie węzła przesiadkowego przy stacji w Redzie. Powstał nowy podjazd dla samochodów i autobusów, który posiada wydzielony pas dla taksówek oraz 10 miejsc postoju do 15 minut (tzw. parking Kiss&Ride). Przystanki autobusowe wyposażono w nowe wiaty oraz nowoczesne krawędzie, co ułatwia wsiadanie osobom niepełnosprawnym. Obok stacji przebiega komunikacyjny pas rowerowy prowadzący do nowoczesnego parkingu rowerowego (137 miejsc). Przy południowej części stacji powstał również nowy parking dla samochodów osobowych z 202 miejscami (w tym 8 miejsc dla osób niepełnosprawnych). Pod powierzchnią tego ostatniego znajduje się system retencji wód opadowych, gdzie 112 komór rozsączająco – drenażowych rozprowadza deszczówkę do gruntu. Inwestycja obejmowała również przebudowę dróg, skrzyżowań, zmianę organizacji ruchu, przebudowę przejść dla pieszych, przejazdów rowerowych i chodników.
Węzeł w Redzie jest jedną ze 160 inwestycji metropolitalnych realizowanych ze środków unijnych w ramach Zintegrowanych Inwestycji Terytorialnych. Łączny koszt wyniósł ponad 18 milionów złotych. Projekt „Budowa węzła integracyjnego Reda wraz z trasami” powstał dzięki OMGGS w ramach Zintegrowanych Inwestycji Terytorialnych (ZIT) finansowanych z Regionalnego Programu Operacyjnego Województwa Pomorskiego 2014–2020.

### Połączenia autobusowe
Przy stacji kolejowej w Redzie znajduje się przystanek autobusowy „Reda Dworzec PKP”, rozdzielony na 3 oddzielne zatoki. Można z niego dojechać bezpośrednio do pobliskich osiedli, miejscowości oraz kurortów turystycznych. Obecni operatorzy obsługujący przystanek to MZK Wejherowo, ZKM Gdynia (komunikacja miejska) oraz PKS Gdynia (połączenia regionalne).
| Operator      | Oznaczenie linii | Kierunek                        | Nr. przystanku |
| ------------- | ---------------- | ------------------------------- | -------------- |
| ZKM Gdynia    | J                | Wejherowo Szpital               | 01             |
| ZKM Gdynia    | J                | Rumia Partyzantów               | 02             |
| MZK Wejherowo | 8                | Wejherowo Szpital               | 01             |
| MZK Wejherowo | 8                | Rumia C.H. „Port Rumia”         | 03             |
| MZK Wejherowo | 9                | Reda Rekowo Lipowa              | 01             |
| MZK Wejherowo | 9                | Rumia Dworzec PKP               | 02             |
| MZK Wejherowo | 17               | Reda Cmentarz                   | 03             |
| MZK Wejherowo | 18               | Reda Pieleszewo Karłowicza      | 03             |
| PKS Gdynia    | 650              | Karwia, Wojska Polskiego        | 02             |
| PKS Gdynia    | 650              | Gdynia, Dworzec Autobusowy      | 03             |
| PKS Gdynia    | 656              | Puck, Dworzec                   | 02             |
| PKS Gdynia    | 656              | Rumia Dworzec PKP – Grunwaldzka | 03             |

### Obiekty w sąsiedztwie
W pobliżu dworca znajdują się:
- supermarket sieci Lidl wraz z pasażem handlowym (150 m),
- kościół rzymskokatolicki pw. św. Antoniego (250 m),
- Szkoła Podstawowa nr 2 w Redzie (300 m),
- zakład produkcji betonu komórkowego (H+H Polska) (500 m),
- Urząd Miasta Reda (550 m).

(wartości w nawiasach wyrażają odległości w linii prostej od budynku dworca)

## Ruch pasażerski
| Rok  | Wymiana pasażerska na dobę |
| ---- | -------------------------- |
| 2017 | 8 000-9 000                |
| 2022 | 6 300                      |

## Plany na przyszłość
Obraz stacji ma się diametralnie zmienić w ramach planowanej modernizacji linii 202 na odcinku Gdynia Chylonia – Słupsk. Opracowany zostanie m.in. dodatkowy wariant układu torowego, zakładający dla relacji Hel – Reda – Gdynia możliwość uzyskania bezkolizyjnego (przy pomocy dodatkowego obiektu inżynieryjnego) połączenia linii nr 213 z parą torów dedykowanych dla ruchu aglomeracyjnego. Pozwoli to w przyszłości wydłużyć relacje z Helu i Władysławowa do Gdańska Śródmieścia po torach SKM.
Ponadto, na etapie projektowania jest kolejny remont budynku dworca. Planowana jest nowa poczekalnia, pomieszczenie kasy biletowej oraz węzeł sanitarny. Infrastruktura ma być zlokalizowana w bocznym segmencie obiektu z wejściem na poziomie peronu I. Zakończenie inwestycji zaplanowane zostało na koniec roku 2021.

## Ciekawostki
- W 1919 roku na dworcu w Redzie odbyła się manifestacja „setek włościan i robotników” domagających się zwolnienia żołnierzy aresztowanych podczas wiecu Rady Ludowej w Pucku[23].

- 04.07.2015 r. na stację zawitał pociąg specjalny Transcassubia z Chojnic, który przywiózł do Redy uczestników XVII Światowego Zjazdu Kaszubów[18].

- 10.02.2020 r. na stacji zatrzymał się historyczny pociąg relacji Gdańsk Główny – Puck, zorganizowany z okazji obchodów setnej rocznicy Zaślubin Polski z Morzem. Na dworcu została odsłonięta pamiątkowa tablica. Przypomina ona wydarzenia sprzed 100 lat, kiedy generał Haller złożył w Redzie krótką wizytę[24].

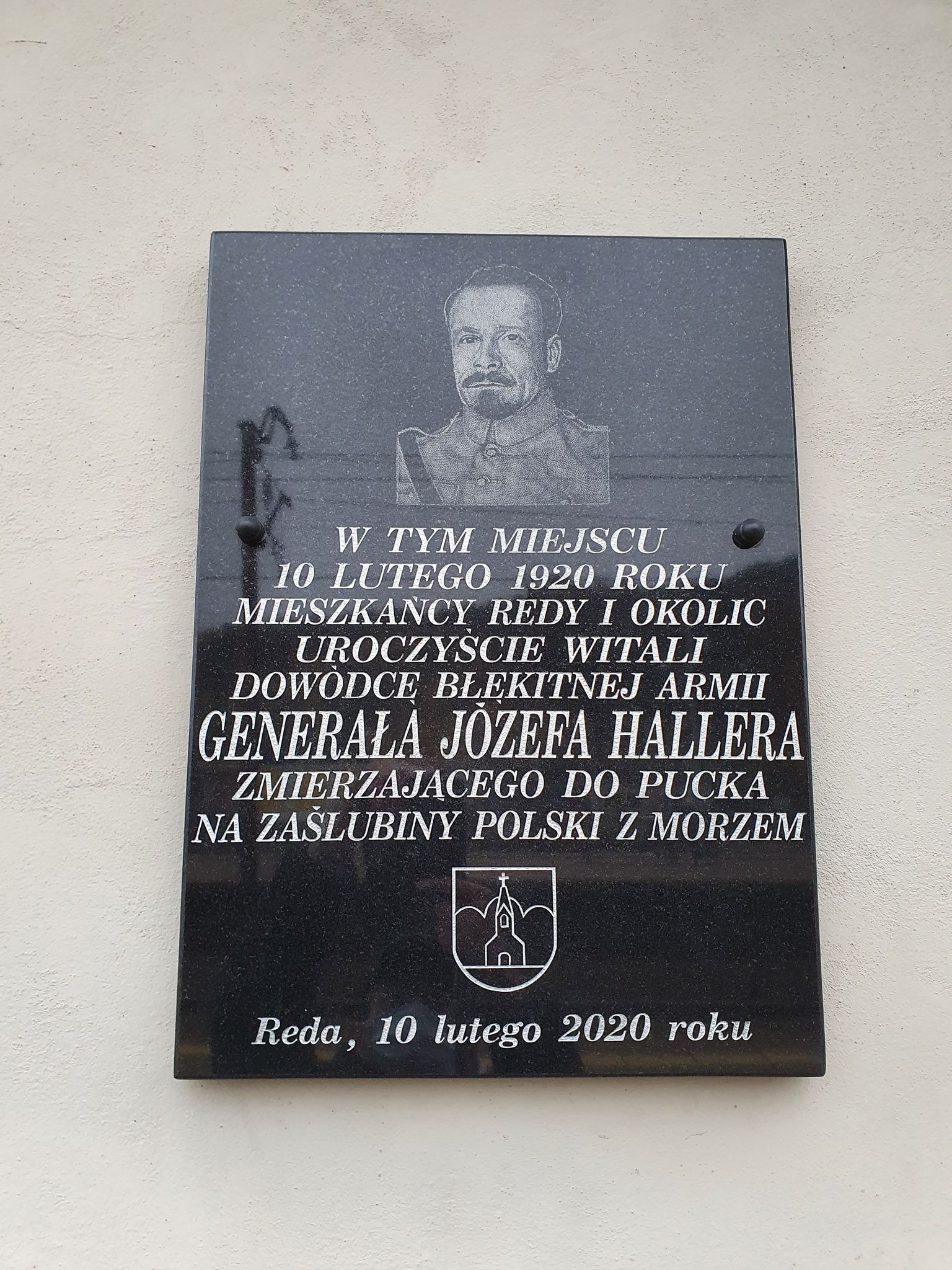
Tablica upamiętniająca wizytę Generała Hallera w Redzie.

- Na terenie stacji i w jej otoczeniu ukrytych jest kilka skrytek w ramach ogólnoświatowej gry terenowej Geocaching[25].

- 20.06.2020 r. na stacji zatrzymał się specjalny pociąg retro o nazwie „FOKA” relacji Hel – Gdynia Główna. Pociąg był obsługiwany przez zabytkową lokomotywę spalinową SM42, wagony klasy 1 i 3 oraz wagon barowy[26].